# Physalospora vitis-idaeae
Physalospora vitis-idaeae är en lavart som beskrevs av Rehm 1906. Physalospora vitis-idaeae ingår i släktet Physalospora och familjen Hyponectriaceae.   Inga underarter finns listade i Catalogue of Life.